# ماتوساوانک
ماتوساوانک (ارمنی: Մաթոսավանք) کلیسای کوچک و مخروبه در منطقه پارک ملی دیلیجان در سه کیلومتری شمال‌غربی شهر دیلیجان در استان تاووش ارمنستان قرار دارد. این کلیسا به صورت تقریبی همجوار کلیسا و گورستان جوختاک وانک است. ساخت این کلیسا در سال ۱۲۴۷ میلادی تکمیل شد اما امروزه این کلیسا مخروبه است.

## نگارخانه

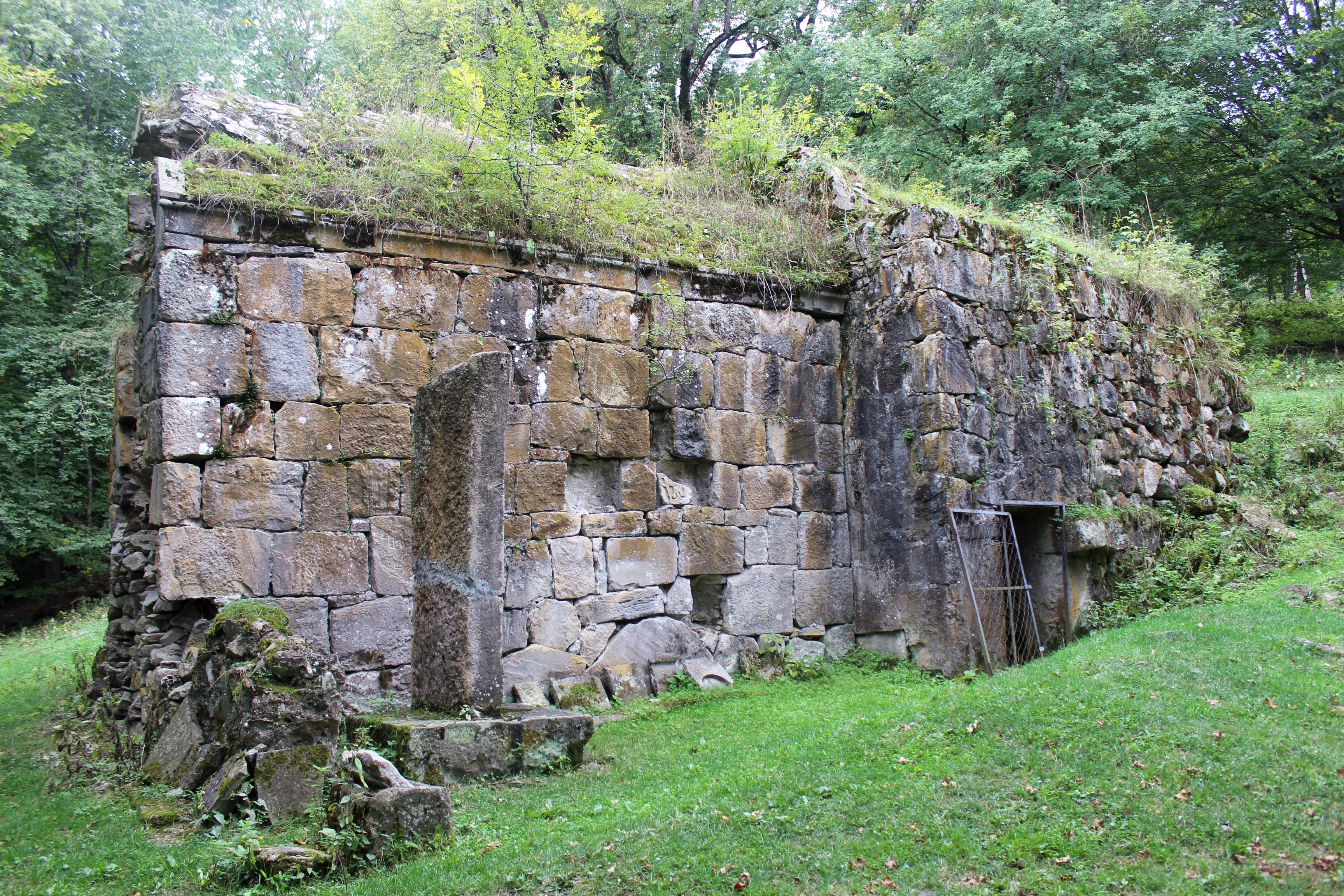
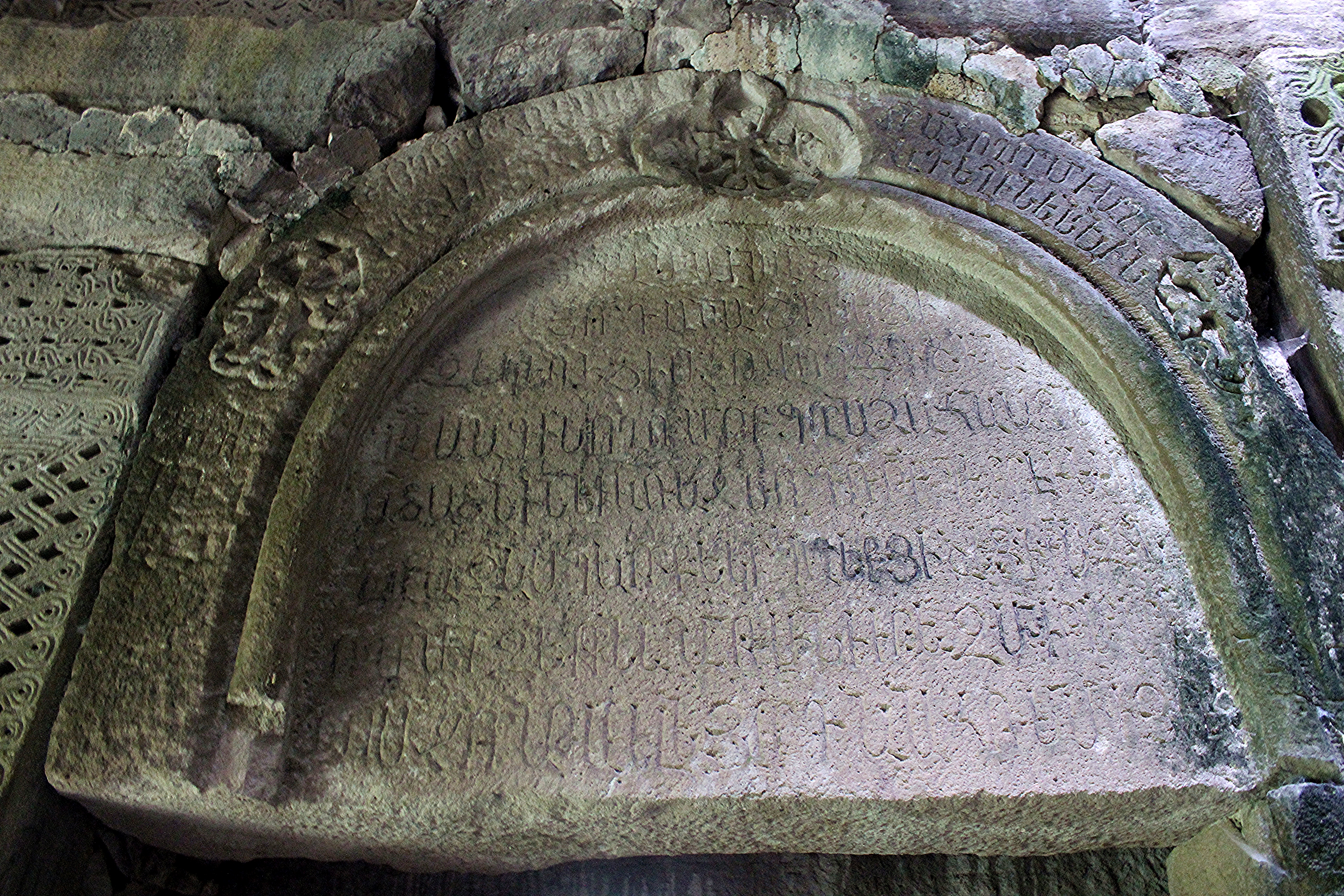
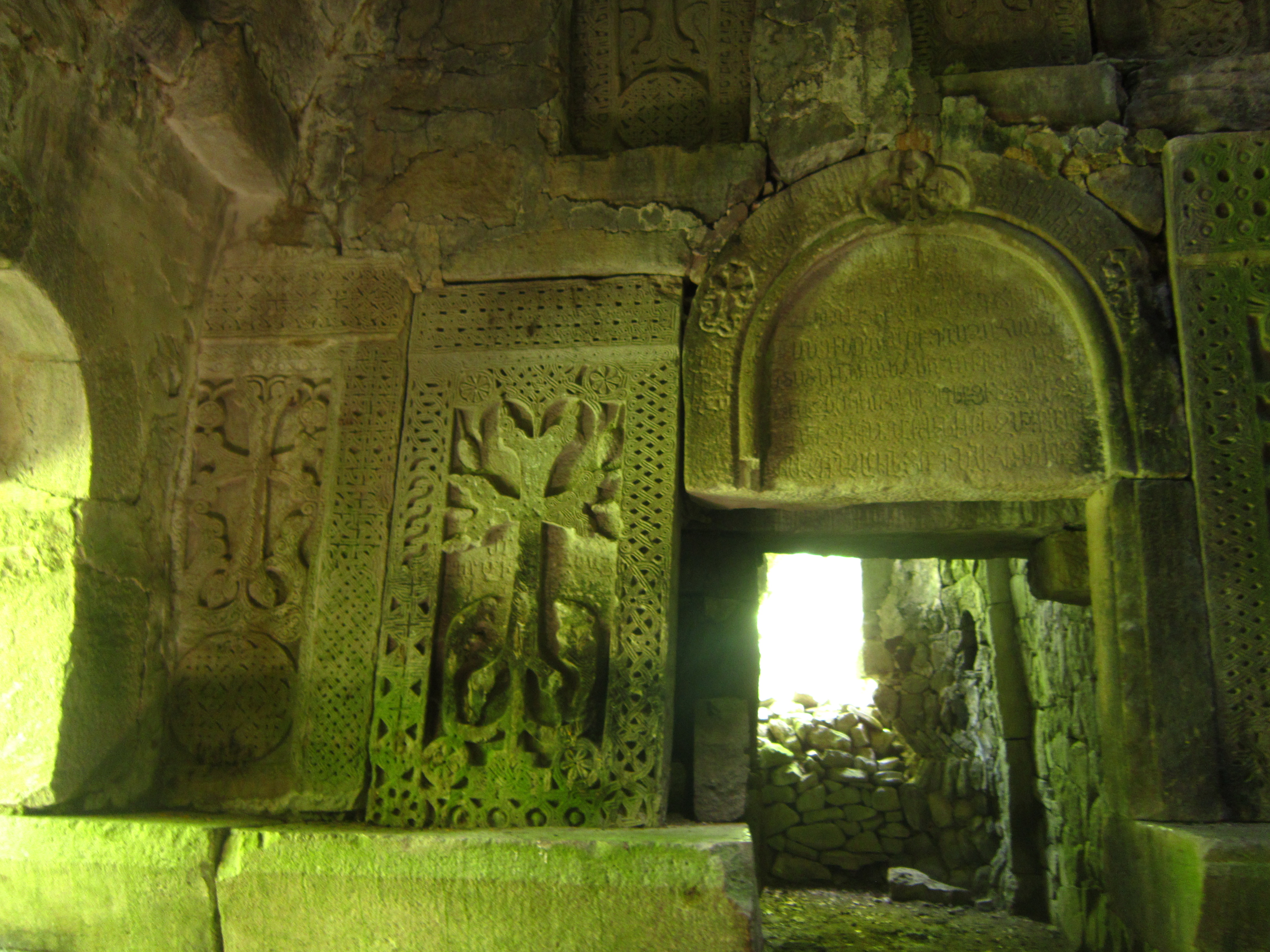
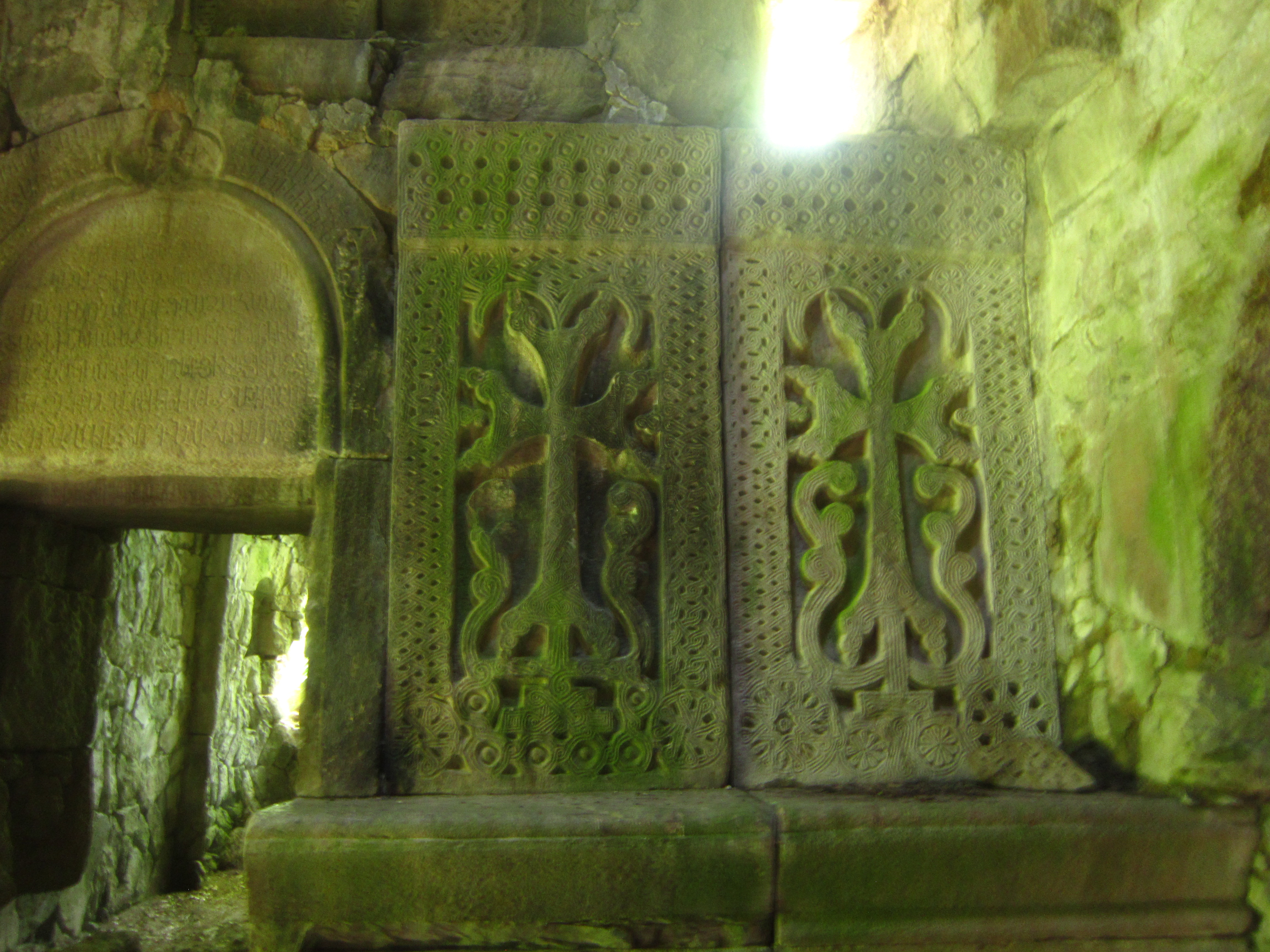